# Août 1788

## Événements
- 7 août : l'armée turque passe le Danube près d'Orșova traverse la Valachie et envahit le Banat de Temesvar ; les Autrichiens se retirent sur Karánsebes[1].
- 13 août : traité de Berlin entre la Prusse et les Provinces-Unies[2].
- 16 août, France : proclamation de la banqueroute financière de l'État.
- 22 août : les Britanniques établissent un comptoir en Sierra Leone, afin de servir d'asile aux esclaves[3].
- 24 août, France : démission du ministre Loménie de Brienne devant la banqueroute de l’État.
- 25 août : rappel du ministre Necker par le roi de France[4].
- 26 août :
  - France :  Necker reprend les paiements de l’État (14 septembre) et rappelle les Parlements (23 septembre).
  - Les Autrichiens du feld-maréchal Laudon prennent Dubica après six mois de siège[5].
- 28 août : le général autrichien Wartensleben est battu par les Turcs à Mehadia[5].

## Naissances
- 2 août : Leopold Gmelin (mort en 1853), chimiste allemand.
- 8 août : Antoinette Béfort, artiste peintre française († après 1840)

## Décès
- 2 août : Thomas Gainsborough, peintre britannique (° 14 mai 1727).